# Gymnoscelis celebensis
Gymnoscelis celebensis là một loài bướm đêm trong họ Geometridae.